# Grewia helicterifolia
Grewia helicterifolia är en malvaväxtart som beskrevs av Nathaniel Wallich. Grewia helicterifolia ingår i släktet Grewia och familjen malvaväxter. Inga underarter finns listade i Catalogue of Life.